# Dove c'è amore c'è Dio
Dove c'è amore c'è Dio (in russo Где любовь там и Бог?, Gde ljubov' tam i Bog) è un racconto di Lev Tolstòj scritto nel 1885.

## Genesi dell'opera
Dove c'è amore c'è Dio è una rielaborazione del racconto Le pére Martin scritto dal pastore protestante francese Ruben Saillens  (1855-1942) ed edito nel 1881 a Tolosa. Lev Tolstòj ne lesse una traduzione in lingua russa, che non menzionava l'autore, sul mensile russo "L'Operaio"; invitato da altri, lo scrittore russo rielaborò e ampliò il racconto ambientandolo in Russia; la rielaborazione di Tolstòj apparve per la prima volta anonima sulla rivista "Russkij rabocij" (L'operaio russo) n. 1 del 1884 col titolo "Djadja Martyn" (Zio Martyn). Nel 1886 il racconto, col titolo "Dove c'è amore c'è Dio", fu inserito in un volume edito a Mosca da Posrednik assieme ad altri otto, tutti con la firma di Lev Tolstòj.
Il volume venne tradotto lo stesso anno in lingua francese e poco dopo Tolstòj ricevette una lettera di Ruben Saillens che lo accusava di plagio e chiedeva spiegazioni. Tòlstoj rispose immediatamente a Saillens, con una lettera in lingua francese, scusandosi per un errore involontario: non sapeva chi fosse l'autore del testo originario, che lo scrittore russo riteneva fosse anzi di autore inglese, e l'indicazione che il racconto fosse una rielaborazione, e non già una storia originale, era stata prevista dallo stesso Tolstoj ma non era apparsa sui volumi stampati in Russia e in Francia per una serie di infortuni tipografici.

## Trama
Martyn Avdeič, un bravo e stimato calzolaio, ha avuto una vita familiare infelice. Mortagli la moglie, si era dedicato al figlioletto superstite di tre anni. Ma qualche anno dopo anche il figlio morì dopo una breve malattia in giovane età. Martyn, in preda alla disperazione, arrivò a ribellarsi a Dio e smise di andare in chiesa. Un vecchio compaesano, molto religioso, lo convinse ad avere nuovamente fede in Dio: non è possibile per gli uomini giudicare quanto accade con la propria mente, in quanto non ci sono noti i disegni di Dio. Martyn mutò il suo modo di vivere e, terminato il lavoro, ogni sera si dedicava alla lettura e allo studio del Vangelo.
Martyn aveva spesso il dubbio di essersi preoccupato fino ad allora solo di sé stesso e non anche degli altri. Una notte ebbe l'impressione che una voce gli dicesse che l'indomani avrebbe ricevuto la visita del Signore. L'indomani Martyn si mise a sorvegliare l'uscio della sua casa per poter accogliere con sollecitudine il Signore qualora fosse giunto. Mentre era in attesa, Martyn vide dapprima Stepanyč, un povero vecchio infreddolito che spalava a fatica la neve; Martyn lo invitò a entrare nella propria casa e a rifocillarsi con del tè caldo. Più tardi vide una povera donna sconosciuta, vestita con abiti estivi, con un bambino in braccio che piangeva e che lei cercava invano di calmare; Martyn invitò anch'essi nella sua abitazione, le rifocillò e diede alla donna del danaro per comprare qualche indumento per lei e per il bambino. In seguito vide una vecchia venditrice ambulante di frutta acciuffare un ragazzo che le aveva appena rubato una mela; la vecchia avrebbe voluto chiamare i gendarmi, ma Martyn si offrì di pagare lui stesso la frutta rubata se avesse lasciato libero il ragazzo.
Scesa la sera, Martyn, un po' deluso per la mancata visita del Signore, si accinse a leggere nuovamente il Vangelo, quando avvertì nella sua stanza delle presenze estranee. Vide le brevi apparizione del vecchio Stepanyč, della donna col bambino, e della vecchia fruttivendola col ragazzo che aveva rubato la mela, mentre ad ogni apparizione una voce gli diceva: "Sono Io". Poi il Vangelo si aprì su una pagina dove era scritto: 
(Vangelo di Matteo, capitolo 25)
Martyn Avdeič comprese che non era stato ingannato dal sogno, che il Signore era davvero venuto da lui, e che egli lo aveva accolto bene.